# Cyrtodesmus depressus
Cyrtodesmus depressus är en mångfotingart som beskrevs av Loomis 1974. Cyrtodesmus depressus ingår i släktet Cyrtodesmus och familjen Cyrtodesmidae. Inga underarter finns listade i Catalogue of Life.